# 15581 Adamkelly
15581 Adamkelly eller 2000 GV72 är en asteroid i huvudbältet som upptäcktes den 5 april 2000 av LINEAR i Socorro County, New Mexico. Den är uppkallad efter Adam Kelly.
Asteroiden har en diameter på ungefär 4 kilometer.